# Marie-Claire Faray
 (juin 2020).
Pour l’article homonyme, voir Faray.
Marie-Claire Faray est une militante et activiste de la République démocratique du Congo. Elle vit à Londres où elle travaille en tant qu'activiste pour mettre fin à la violence contre les femmes.
Elle affirme que, même si les femmes congolaises ont été utilisées comme champs de bataille pendant la guerre en RDC, elles sont aujourd'hui exclues du processus de paix.

## Petite enfance et éducation
Faray a obtenu sa licence en science à l'université métropolitaine de Londres et sa maîtrise en science à la London School of Hygiene and Tropical Medicine. Elle a aussi étudié à la Queen Mary University, toujours à Londres.

## Carrière
Faray travaille en tant que conseillère en information médicale de troisième cycle et chercheur scientifique en maladies infectieuses à l'université Queen Mary de Londres et à l'hôpital Barts. Faray milite pour la création de lignes directrices internationales qui respectent la loi et le gouvernement  faisant campagne contre la violence à l'égard des femmes en Afrique et pour des causes générales de paix et de droits humains.
Faray participe à la promotion du Protocole de Maputo pour les droits des femmes africaines. L'un de ses principaux objectifs est de garantir les droits fondamentaux de toutes les femmes et leur sécurité en coordination avec les articles 3, 17, 18, 19 et 20 de la Déclaration universelle des droits de l'homme à travers l'Afrique d'ici 2020 dans le cadre du mouvement de la Décennie des femmes africaines. Elle est vice-présidente de la section britannique de la Ligue internationale des femmes pour la paix et la liberté et fait partie du comité exécutif de Common Cause UK, une plateforme qui fait la promotion des femmes congolaises au Royaume-Uni. Elle est également membre de la coalition Million Women Rise, une coalition nationale de femmes. Le 16 décembre 2007, Faray a établi une succursale de la WILPF à Kinshasa. Elle est l'une des femmes congolaises les plus actives qui oeuvrent pour le changement du Congo.

## Les Nations Unies
Faray a participé à la réunion biennale des États 2008 des Nations unies pour discuter de la relation entre les armes légères et la violence contre les femmes en Afrique.

## Vie privée
Faray vit à Londres avec ses deux filles.